# Melvin Borón
Pour les articles homonymes, voir Borón.
Borón  Rabinal est un nom espagnol. Le premier nom de famille, en général paternel, est Borón ; le second, en général maternel, souvent omis, est Rabinal.
Melvin Daniel Borón Rabinal, né le 20 juin 1998, est un coureur cycliste guatémaltèque.

## Biographie
En fin d'année 2020, il est médaillé d'argent au championnat d'Amérique centrale espoirs, devancé par son compatriote Henry Sam.

## Palmarès et résultats

### Palmarès sur route
- 2015
  - 2e du championnat du Guatemala sur route juniors
  - 3e du championnat du Guatemala du contre-la-montre juniors
- 2016
  -  Champion du Guatemala du contre-la-montre juniors
- 2017
  - 3e étape de la Vuelta de la Juventud Guatemala
  - Clasica San Andrés Itzapa
- 2018
  - 3e étape du Tour por la Paz
  - 2e de la Vuelta de la Juventud Guatemala
  - 3e du championnat du Guatemala du contre-la-montre espoirs
- 2019
  - 4e étape de la Vuelta de la Juventud Guatemala
- 2020
  -  Médaillé d'argent du championnat d'Amérique centrale sur route espoirs
- 2021
  - 2e (contre-la-montre) et 3e étapes de la  Vuelta al Altiplano Marquense
  - 2e de la  Vuelta al Altiplano Marquense
- 2024
  - 3e du championnat du Guatemala du contre-la-montre

### Classements mondiaux
| Année            | 2018 | 2019 |
| ---------------- | ---- | ---- |
| UCI America Tour | 490e | 284e |

### Palmarès sur piste
- 2015
  -  Champion du Guatemala de l'omnium juniors[4]